# 6 ذو الحجة
- السبت
- الأحد
- الاثنين
- الثلاثاء
- الأربعاء
- الخميس
- الجمعة

- 2624 مايو 2025
- 2725 مايو 2025
- 2826 مايو 2025
- 2927 مايو 2025
- 128 مايو 2025
- 229 مايو 2025
- 330 مايو 2025
- 431 مايو 2025
- 51 يونيو 2025
- 62 يونيو 2025
- 73 يونيو 2025
- 84 يونيو 2025
- 95 يونيو 2025
- 106 يونيو 2025
- 117 يونيو 2025
- 128 يونيو 2025
- 139 يونيو 2025
- 1410 يونيو 2025
- 1511 يونيو 2025
- 1612 يونيو 2025
- 1713 يونيو 2025
- 1814 يونيو 2025
- 1915 يونيو 2025
- 2016 يونيو 2025
- 2117 يونيو 2025
- 2218 يونيو 2025
- 2319 يونيو 2025
- 2420 يونيو 2025
- 2521 يونيو 2025
- 2622 يونيو 2025
- 2723 يونيو 2025
- 2824 يونيو 2025
- 2925 يونيو 2025
- 126 يونيو 2025
- 227 يونيو 2025

6 ذو الحجَّة أو 6 ذو الحجَّة الحرام أو يوم 6 \ 12 (اليوم السادس من الشهر الثاني عشر) هو اليوم الحادي والثلاثون بعد الثلاثمائة (331) من أيَّام السنة (أو الثاني والثلاثون بعد الثلاثمائة لو كان شهر رمضان مُتممًا لليوم الثلاثين أو الثالث والثلاثون بعد الثلاثمائة لو أتم كلاً من صفر وربيع الآخر وجمادى الآخرة وشعبان ورمضان ثلاثين يوماً) وفق التقويم الهجري القمري (العربي). يبقى بعده 23 أو 24 يومًا لانتهاء السنة.

## أحداث
- 1359 هـ - اندلاع معركة البردية في طبرق بليبيا بين الجيش البريطاني بقيادة الجنرال ريتشارد أوكونور والجيش الإيطالي.
- 1360 هـ - القوات الإنجليزية والحليفة تحتل مدينة بنغازي في ليبيا.
- 1372 هـ - انقلاب في إيران قاده رئيس الوزراء محمد مصدق أدى إلى فرار الشاه محمد رضا بهلوي إلى بغداد، واستطاع ضباط مقربون منه إعادته للسلطة بعد ثلاث أيام.
- 1389 هـ - القوات الإسرائيلية تقصف مصنع في منطقة أبو زعبل المصرية بهدف تحطيم الروح المعنوية للمصريين.
- 1392 هـ - مقتل المناضل الفلسطيني محمود الهمشري متأثرًا في جراحه إثر محاوله اغتياله على يد المخابرات الإسرائيلية في باريس.
- 1398 هـ - شاه إيران محمد رضا بهلوي يعلن فرض الأحكام العرفية في البلاد من أجل التصدي للاضطرابات الشعبية التي انتشرت في كل أنحاء إيران احتجاجًا على فساد الحكم واستجابه لدعوة روح الله الموسوي الخميني إلى الثورة على الحكم.
- 1430 هـ - نشوب خلاف في البرلمان الهندي بعد الاطلاع على نتائج التقرير المرفوع من محكمة الله آباد العليا بخصوص استيلاء هندوس متطرفون على مسجد بابري وتحويله إلى معبد.
- 1436 هـ - انتهاء الألعاب الأفريقية الحادية عشرة في برازافيل ومصر تتحصل على المرتبة الأولى.
- 1445 هـ - اندلاع حريق في مبنى سكني في منطقة المنقف بالكويت مما أودى بحياة 50 شخصًا جميعهم من الأجانب.

## مواليد
- 1232 هـ - السيد أحمد خان، مفكر وفيلسوف ومصلح مسلم هندي.
- 1313 هـ - محمد التابعي، صحفي مصري.
- 1331 هـ - عائشة عبد الرحمن، مفكرة وباحثة وكاتبة مصرية اشتهرت باسم «بنت الشاطئ».
- 1335 هـ - محمد الغزالي، عالم ومفكر إسلامي مصري.
- 1344 هـ - فتحية شاهين، ممثلة مصرية.
- 1396 هـ - جليل وايت، ممثل أمريكي.

## وفيات
- 158 هـ - أبو جعفر المنصور، ثاني الخلفاء العباسيين.
- 1171 هـ - عبد الله الشبراوي، فقيه شافعي مصري، والإمام السابع في سلسلة شيوخ الجامع الأزهر.
- 1388 هـ - سعود بن عبد العزيز آل سعود، ثاني ملوك السعودية.
- 1392 هـ - محمود الهمشري، مناضل فلسطيني.
- 1417 هـ -
  - مصطفى أمين، صحفي مصري.
  - علي صباح السالم الصباح، وزير الدفاع ووزير الداخلية الكويتي الأسبق.
- 1419 هـ - محمود محمد الطناحي، عالم حديث مصري.
- 1431 هـ - عبد الرحمن الجيلالي، فقيه ومفكر جزائري.
- 1436 هـ - راشد بن محمد آل مكتوم، ابن حاكم دبي محمد بن راشد آل مكتوم.

## وصلات خارجية
- موقع قصة الإسلام: حدث في شهر ذو الحجَّة.